# Ulasia grothi
Ulasia grothi är en insektsart som beskrevs av Schmidt 1928. Ulasia grothi ingår i släktet Ulasia och familjen lyktstritar. Inga underarter finns listade i Catalogue of Life.